# Planeta 51
Planeta 51 (v originále Planet 51) je americký animovaný film ze studia Ilion Animation Studios a HandMade Films z roku 2009.

## Příběh
Kapitán Charles 'Chuck' Baker přistane na lidstvu neznámé planetě. Pozemšťané vyhodnotili, že život se na této planetě nenachází a tak byl Chuckův úkol jednoduchý. Přistát, postavit vlajku, odebrat vzorky a odletět. Vše se ale dramaticky změní, když Chuck zjistí, že přistál na zahradě mimozemšťanů, kteří se bojí ze všeho nejvíce právě návštěvníků z vesmíru. A tak mu nezbude nic jiného, než se schovávat a snažit se dostat zpět na Zemi...

## Dabing
| Lukáš Hlavica   | Chuck    |
| Vojtěch Kotek   | Tléma    |
| Martin Zahálka  | Generál  |
| Lucie Pernetová | Nimra    |
| Adam Mišík      | Ekl      |
| Josef Carda     | Vernkot  |
| Dalimil Klapka  | Profesor |
| Mojmír Maděrič  | Reportér |